# Kugeltalus

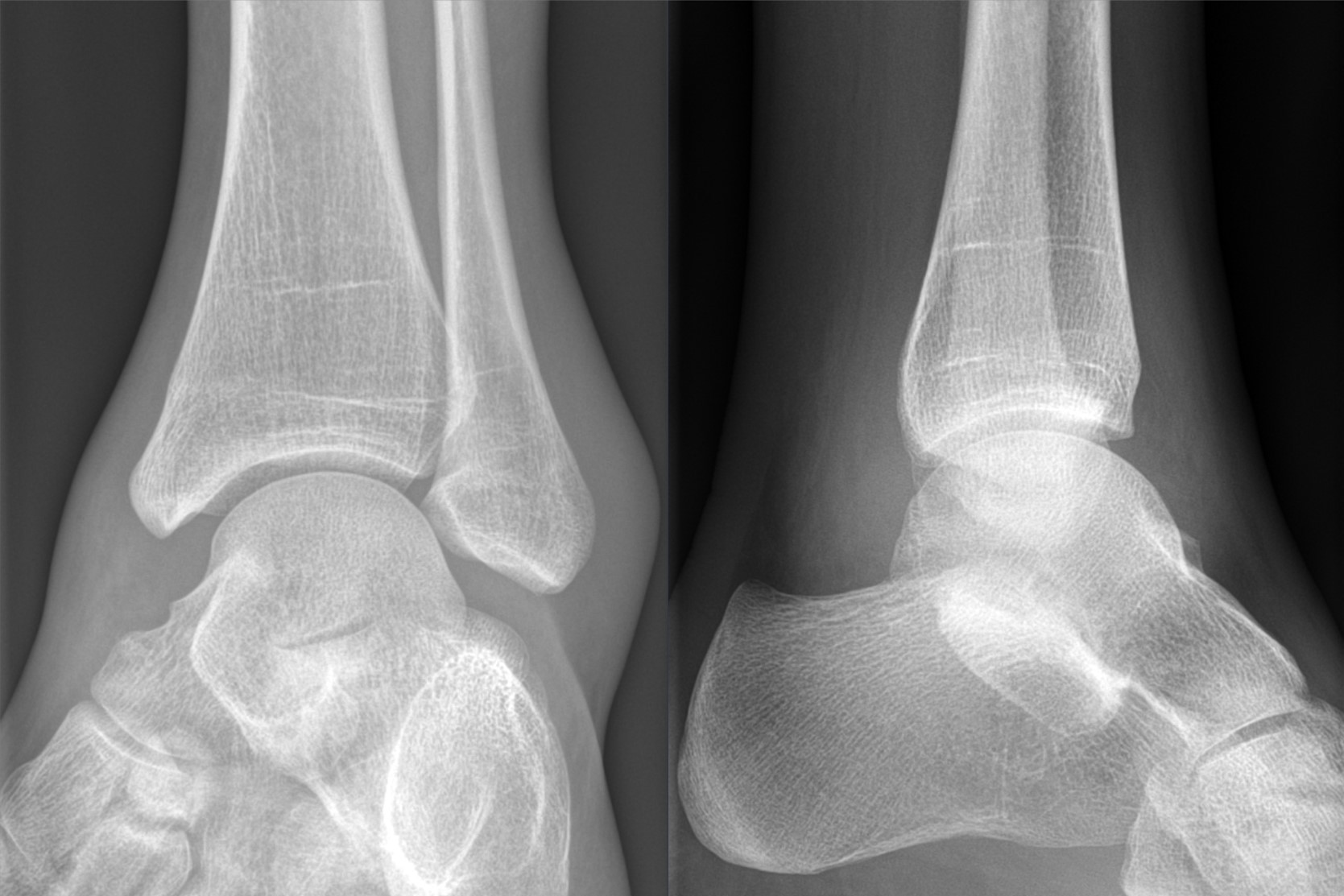
Kugeltalus im Röntgenbild

Der Kugeltalus, englisch Congenital ball-and-socket ankle joint, ist eine sehr seltene angeborene Fehlbildung des oberen Sprunggelenkes mit kuppelartiger Verformung des Talus und gebogener Form der Gelenkfläche der Tibia.

## Verbreitung
Es handelt sich um eine sehr seltene Fehlbildung, eine Assoziation mit einer tarsalen Koalition, anderen Fußfehlbildungen oder Beinverkürzungen (Hemimelie) sind nicht selten.

## Ursache
Bei Vorliegen weiterer Fehlbildungen im Sprunggelenk, insbesondere einer tarsalen Koalition ist die abnormale Konfiguration des oberen Sprunggelenkes als Anpassungsphänomen anzusehen. Ansonsten ist die Ursache und der Entstehungsmechanismus unklar.
Andere Autoren vertreten die Ansicht, die Kugelform sei stets Folge einer Fehlbildung.
Bei Kindern mit Meningomyelozele kann es zu einer erworbenen Form eines Kugeltalus kommen.

## Klinische Erscheinungen
Der Kugeltalus verändert die Gelenkmechanik von Scharniergelenk in Richtung Kugelgelenk, macht keine Beschwerden, jedoch kann es häufiger zu einem Supinationstrauma kommen.

## Diagnostik
Diagnostische Kriterien im Röntgenbild sind:
- fehlende tafelartige leicht konkave Trochlea tali (Sprungbeinrolle)
- konvexe, bogig-gerundete Trochlea
- der Trochleaform angepasste atypische Konfiguration der Sprunggelenksgabel.[1]

## Differentialdiagnostik
Ein Kugeltalus kann ein Hinweis auf eine Talokalkaneale Koalition sein.

## Therapie
Eine kausale Therapie ist nicht bekannt. Treten erhebliche Schmerzen meist infolge einer Arthrose auf, kann eventuell eine Arthrodese infrage kommen.

## Geschichte
Diese seltene Fehlbildung ist bereits 1931 bzw. 1933 beschrieben worden.
Der erste Bericht im englischsprachigen Raum stammt von Douglas Lamb aus dem Jahre 1958.